# Madohi
Madohi ist ein Stadtteil im Westen Dilis, der Hauptstadt Osttimors und Suco des Verwaltungsamts Dom Aleixo (Gemeinde Dili).

## Geographie

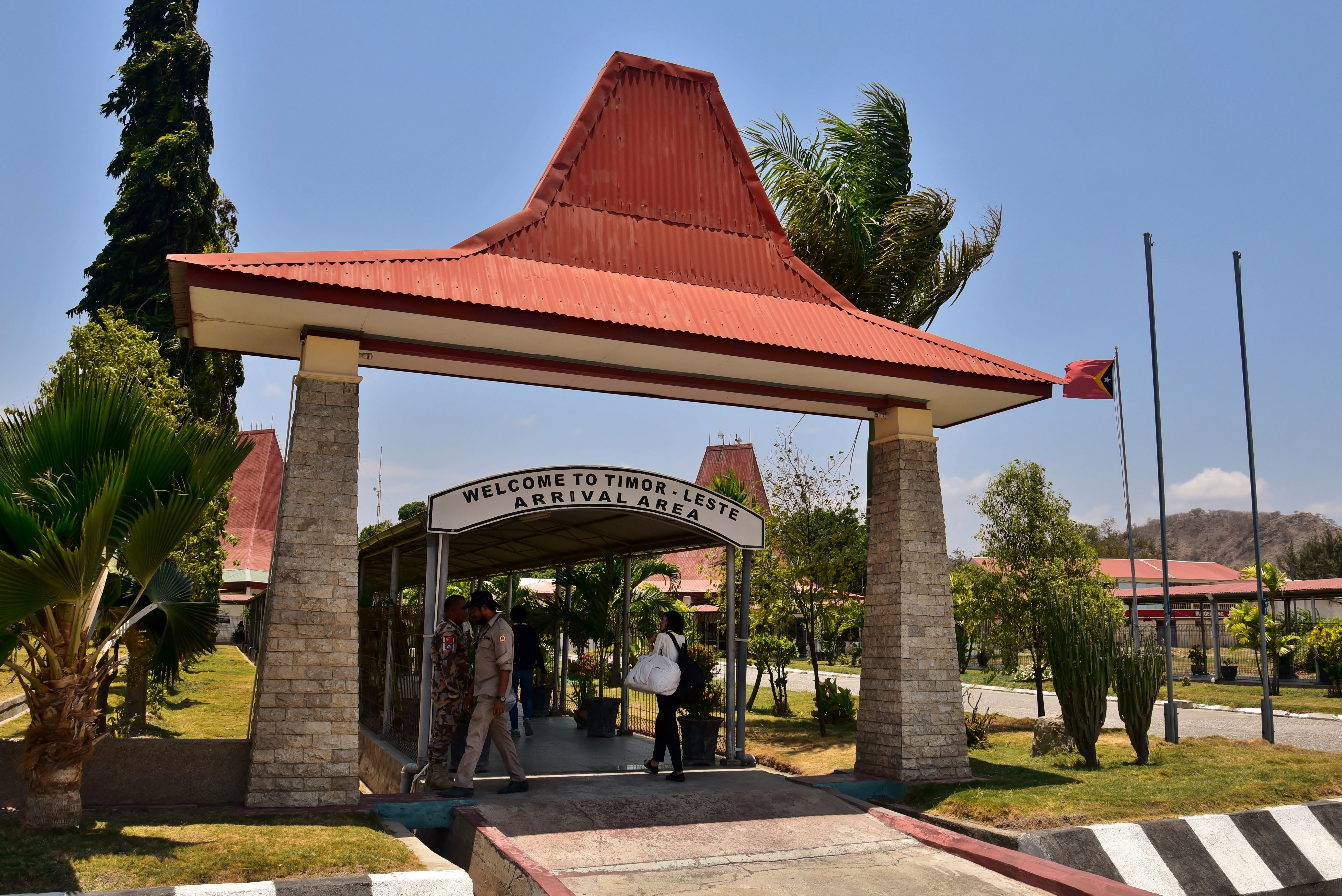
Terminal des Flughafens

Madohi liegt am Westufer des Rio Comoro, der hier in die Straße von Ombai mündet. Östlich des Flusses liegt der Suco Bebonuk und südlich der Avenida Nicolau Lobato und der Avenida da Restauraçâo der Suco Comoro, von dem Madohi 2017 abgetrennt wurde. Zum Suco gehört auch die Strand von Tasitolu (Praia Tasitolu), im äußersten Westen Dilis, so dass Madohi bis an die Gemeinde Liquiçá mit ihrem Suco Tibar reicht.
Der Suco teilt sich in die acht Aldeias 7 de Dezembro, Anin Fuic, Beto Leste (ehemals Beto Timur), Beto Tasi, Loro Matan Beto Leste (ehemals Loro Matan Beto Timur), Naroman Beto Leste (ehemals Naroman Beto Timur), Rosario (Rozario) und Terra Santa. Stadtteile sind Beto Leste, Beto Oeste, Lapangan Terbang Comoro und Marinir.

## Einwohner
In Madohi leben 20.359 Einwohner (2022), davon sind 10.322 Männer und 10.037 Frauen. Die gesamte Bevölkerung des Sucos wohnt in einer als urban klassifizierten Umgebung. Im Suco gibt es 3.643 Haushalte.

## Geschichte
Comoro war eines der Zentren der Unruhen von 2006, die Osttimor und vor allem Dili erschütterten. Das große Flüchtlingslager am Flughafen Dilis war mehrfach Angriffsziel von bewaffneten Banden.

## Einrichtungen und Sehenswürdigkeiten

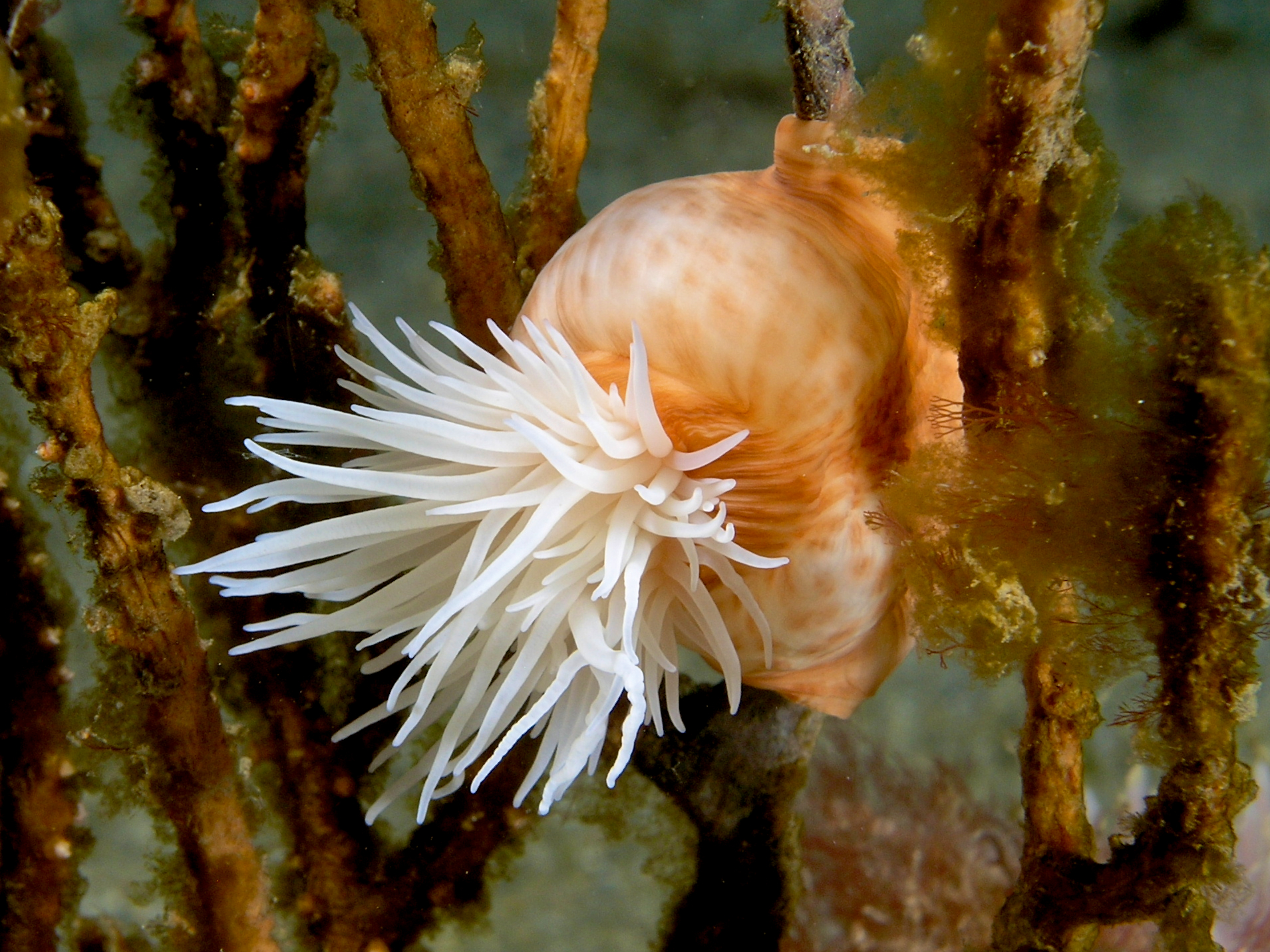
Seeanemone an der Küste von Tasitolu

Im Zentrum des Sucos liegt der Flughafen Presidente Nicolau Lobato auf einer Meereshöhe von 8 m. Die Künstlervereinigung Arte Moris mit ihrer Kunstschule war bis 2021 im ehemaligen Provinzmuseum beheimatet. Nördlich des Flughafens befindet sich der Praia Lusitana und weiter westlich, vor der Küste von Tasitolu ein bekannter Tauchplatz.
Schulen sind die Grundschule Marinir, die katholische Prä-Sekundarschule und das Colégio São Miguel (CSM). Im CSM ist das Televisão Educação Timor (TVE) untergebracht. Außerdem gibt es im Suco eine medizinische Station in Beto.

## Politik

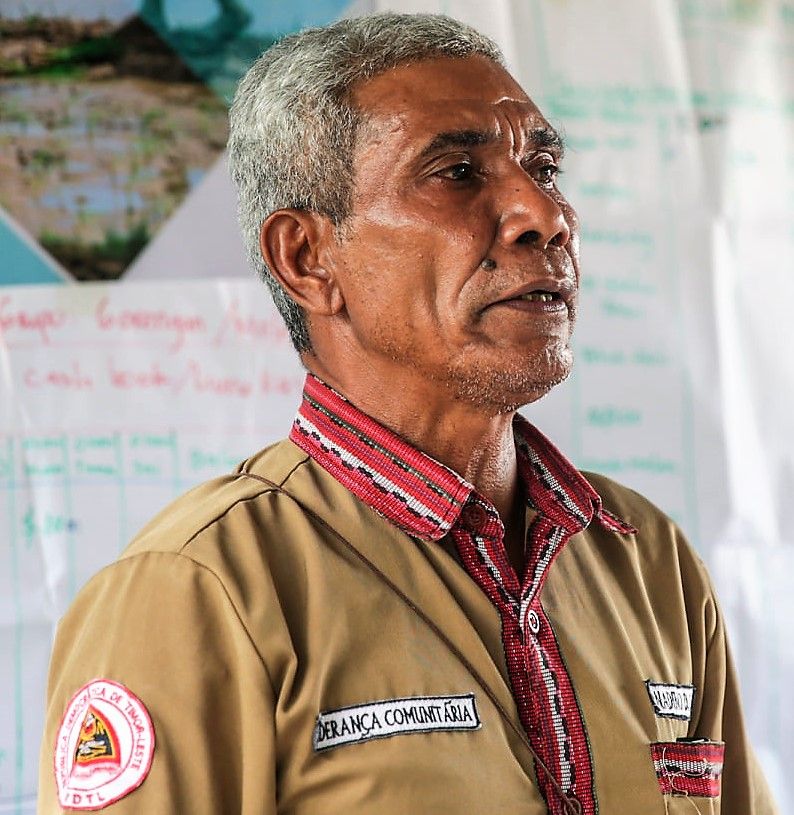
Bernadino de Cristo Ferreira (2020)

Die Nachwahlen für die neue Administration fanden im Mai 2017 statt. Der erste Chefe de Suco von Madohi wurde Bernadino de Cristo Ferreira.

## Sport
Der FC Madohi hat in dem Suco seinen Vereinssitz.